# 潛伏特工
潛伏特工指的是安插在目標國家或組織內不參加直接任務，但活動的時候作為潛在人才使用的間諜。甚至不活動的時候，「潛伏特工」仍作為一個人才，且仍在活躍的時候憑藉和睦相處在煽動叛亂、叛國或間諜活動扮演積極作用。潛伏特工是小說中受歡迎的密謀手段，尤其是在間諜小說和科幻小說中。